# Seznam evroposlancev iz Švedske (1999–2004)
Seznam evroposlancev iz Švedske' v mandatu 1999-2004.

## Seznam
1. Jan Andersson (Stranka evropskih socialistov)
2. Per-Arne Arvidsson (Evropska ljudska stranka - Evropski demokrati)
3. Charlotte Cederschiöld (Evropska ljudska stranka - Evropski demokrati)
4. Marianne Eriksson (Evropska združena levica – Zelena nordijska levica)
5. Göran Färm (Stranka evropskih socialistov)
6. Per Gahrton (Skupina Zelenih-Evropska svobodna zveza)
7. Lisbeth Grönfeldt Bergman (Evropska ljudska stranka - Evropski demokrati)
8. Ewa Hedkvist Petersen (Stranka evropskih socialistov)
9. Hans Karlsson (Stranka evropskih socialistov)
10. Cecilia Malmström (Evropska liberalna, demokratska in reformna stranka)
11. Karl Erik Olsson (Evropska liberalna, demokratska in reformna stranka)
12. Marit Paulsen (Evropska liberalna, demokratska in reformna stranka)
13. Lennart Sacrédeus (Evropska ljudska stranka - Evropski demokrati)
14. Yvonne Sandberg-Fries (Stranka evropskih socialistov)
15. Herman Schmid (Evropska združena levica – Zelena nordijska levica)
16. Olle Schmidt (Evropska liberalna, demokratska in reformna stranka)
17. Inger Schörling (Skupina Zelenih-Evropska svobodna zveza)
18. Jonas Sjöstedt (Evropska združena levica – Zelena nordijska levica)
19. Per Stenmarck (Evropska ljudska stranka - Evropski demokrati)
20. Maj Britt Theorin (Stranka evropskih socialistov)
21. Peder Wachtmeister (Evropska ljudska stranka - Evropski demokrati)